# وونمی-گو
وونمی-گو (به لاتین: Wonmi-gu) یک منطقهٔ مسکونی در کره جنوبی است که در بوچئون واقع شده‌است.